# Lacul Străulești
Lacul Străulești este un lac antropic amenajat pe râul Colentina, în București, sectorul 1, situat între lacul Chitila în amonte și lacul Grivița în aval. Are o suprafață de 33 ha, lungime de 2,3 km, lățime între 100-300 m, adâncime între 1-5 m și un volum de 0,7 milioane m³.
Odată cu realizarea construcției liniei de metrou Parcul Bazilescu – Lacul Străulești, vor fi realizate, în zona adiacentă a lacului Străulești, o serie de lucrări, între care:
- refacerea și dezvoltarea bazei sportive;
- refacerea și dezvoltarea echipamentelor publice și a dotărilor comerciale de pe malul lacului;
- amenajarea, într-o etapă de perspectivă, a unui debarcader, pe lacul Străulești și a unei ecluze de trecere pentru ambarcațiuni mici.

## Calitatea apei
În urma analizelor apei efectuate de Administrația Națională Apele Române (A.N.A.R.) și a Administrația Lacuri, Parcuri și Agrement București (A.L.P.A.B.), s-au constatat următoarele:

Lacul Străulești respectă în mare măsură concentrațiile admise, însă în cazuri izolate se înregistrează depășirea valorii pH-ului, ajungând la 8,68, a nitriților ajungând la 0,68 mg/l, însă amoniul și nitrații se  încadrează în limitele normale. Metalele grele depășesc limitele, cadmiul depășind adesea valorile maxime și înregistrând un vârf de 150  μg/l, adică de 30 ori valoarea maximă admisă, plumbul depășește și el uneori limita maximă ajungând la valoarea de 220 μg/l, depășind limita maximă cu 172 μg/l, cuprul depășește tot în martie 2007 ajungând la valoarea de 7982,5  μg/l, adică de aproape 80 ori valoarea maximă admisă, zincul însă prezintă concentrații normale. Fosforul depășește și el sporadic valoarea maximă, ajungând la 6,76 mg/l, depășind valoarea maximă admisă de 1,2 mg/l. Din punct de vedere microbiologic, analizele au atestat prezența enterococilor intestinali, a streptococilor fecali și a coliformilor fecali.